# Езерово (Пловдивская область)
Езерово (болг. Езерово) — село в Болгарии. Находится в Пловдивской области, входит в общину Первомай. Население составляет 751 человек.

## Политическая ситуация
В местном кметстве Езерово, в состав которого входит Езерово, должность кмета (старосты) исполняет Ангел Христов Хаджиев (коалиция в составе 2 партий: Болгарская социалистическая партия (БСП), Земледельческий союз Александра Стамболийского (ЗСАС)) по результатам выборов.
Кмет (мэр) общины Первомай — Ангел Атанасов Папазов (коалиция партий: Союз свободной демократии (ССД), Земледельческий народный союз (ЗНС)) по результатам выборов.